# Zulejka Stefanini
Zulejka Stefanini (Split, 6 januari 1912 - Zagreb, 27 maart 2005) was een atleet uit Kroatië.
Naast atletiek was Stefanini ook actief in gymnastiek, waarin ze in 1935 en 1936 nationaal kampioene werd. Daarbij deed ze aan zwemmen en duiken.
Op de Olympische Zomerspelen 1936 nam Stefanini deel aan de 80 meter hordelopen voor het team van Joegoslavië.